# Mike Smith (musiker född 1973)
Michael W. Smith, född 11 oktober 1973 är en amerikansk gitarrist, känd från sin tid i grupperna Limp Bizkit (2002–2004) och Snot. Sedan han lämnat Limp Bizkit är han sångare och frontman i sitt eget band Evolver.